# Ramjet

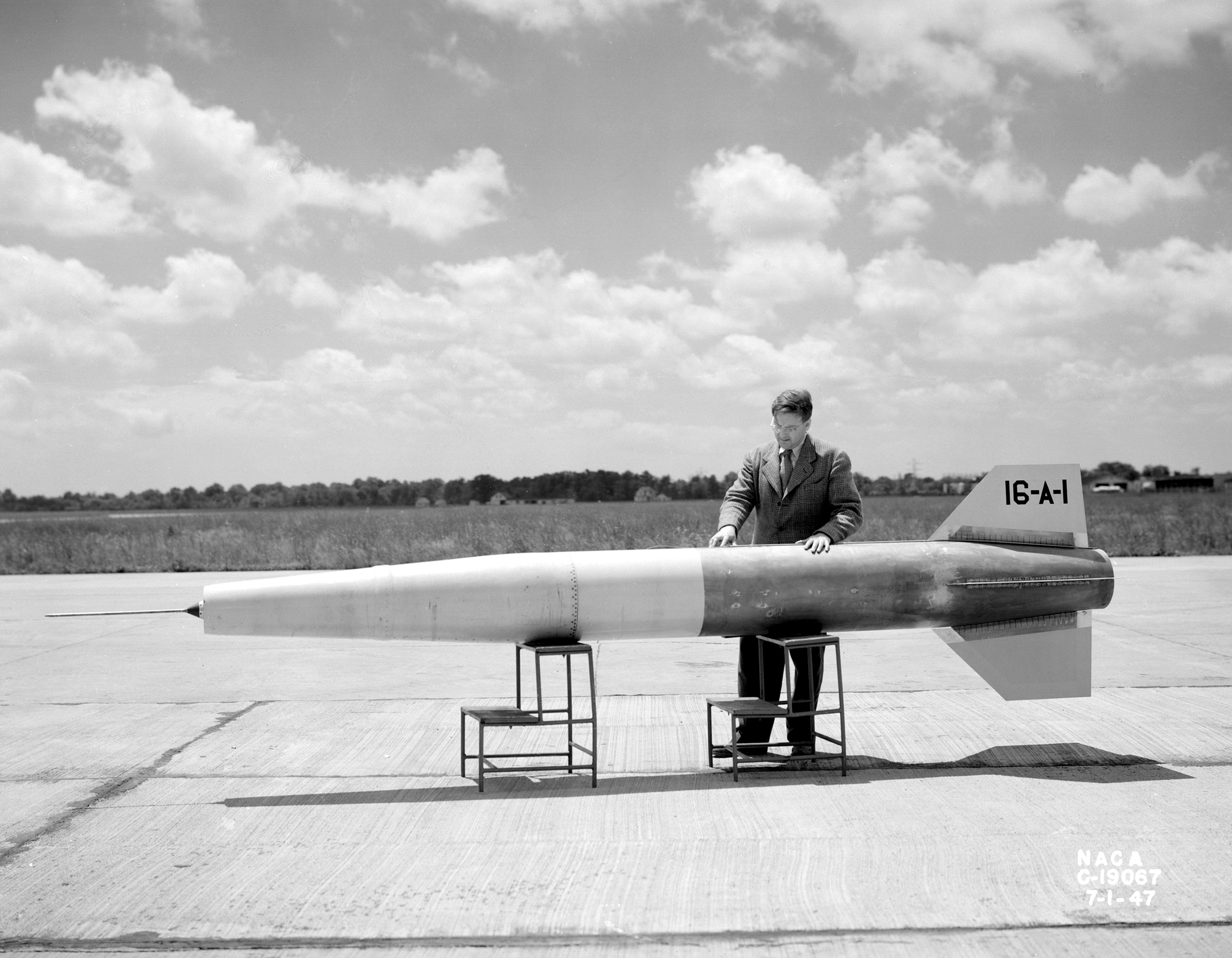
Een ramjet van de NASA.

Een ramjet (Nederlands: stuwstraalmotor) is een relatief eenvoudig type van vliegtuigmotor, zonder bewegende delen als compressors, turbines en dergelijke. Deze motor wordt meegevoerd door een vliegtuig dat eerst op voldoende snelheid moet worden gebracht. Ook montage op de tips van de rotorbladen van een helikopter is mogelijk. De rotor wordt dan eerst met een conventionele motor op toeren gebracht, waarna de ramjet gestart kan worden.
Bij een snel bewegende straalmotor stroomt de lucht met grote snelheid de motor binnen. Door de vorm van het voorste gedeelte van de motor (uitlopend) gaat de snelheid van de lucht omlaag, met als gevolg dat de luchtdruk toeneemt (dit heet het "ram compression" effect). Bij een voldoende hoge snelheid is er geen compressor en turbine om die compressor aan te drijven nodig. Dit biedt de mogelijkheid om een ramjet, die eerst op voldoende snelheid gebracht is, te starten. Bij lage snelheden kan de ramjet dus niet starten. Bij het aanzetten wordt brandstof in de gecomprimeerde lucht gespoten en ontstoken door een bougie. Eenmaal aan, blijft de vlam branden en is een bougie niet meer nodig (dit is gelijk aan de verbrandingskamer van een gasturbine). De brandstof verbrandt en doen de verbrandingsgassen sterk expanderen. Die gassen verlaten het apparaat via een straalpijp aan de achterkant (toelopend), waarbij stuwkracht wordt ontwikkeld. De enige bewegende onderdelen zitten in de brandstofpomp. Een ramjet werkt alleen goed bij snelheden boven de 900 kilometer per uur, maar wordt pas echt efficiënt bij supersonische snelheden. Tussen 2 en 6 maal de geluidssnelheid is de ramjet de meest efficiënte vorm van voortstuwing. Bij hogere snelheden is de scramjet efficiënter.
Ramjets zitten tegenwoordig vooral in kleine vliegtuigen die meegevoerd worden door een groter vliegtuig (zoals raketten aan een militair vliegtuig) en in combinaties met andere motoren in experimentele hogesnelheidsvliegtuigen.
Er is echter één voorbeeld bekend van een helikopter die was uitgerust met deze motor: de Nederlandse NHI H-3 "Kolibri". De ramjets zaten op de tips van de rotorbladen, die snel genoeg ronddraaiden om de ramjet effectief te kunnen laten werken.

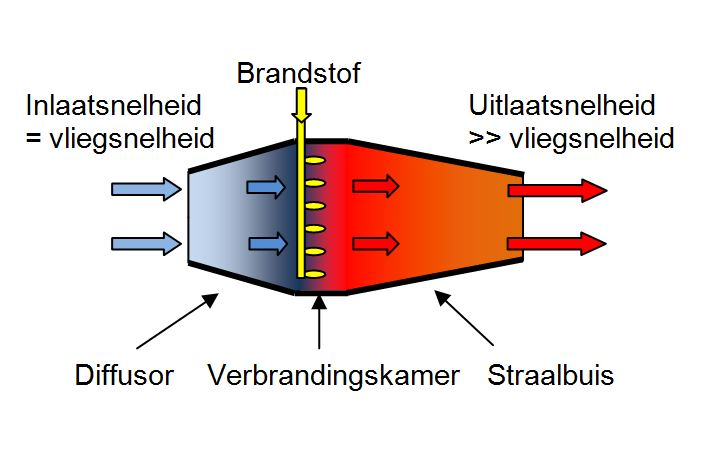
Principe van een ramjet

## Werking
Een ramjet bestaat uit een diffusor, een verbrandingskamer en een straalbuis. De ramjet wordt pas gestart als het vliegtuig of het projectiel, waar hij aan bevestigd is, een hoge snelheid heeft. De lucht treedt dan de diffusor binnen met de vliegsnelheid. In de diffusor wordt de snelheid van de lucht gedeeltelijk omgezet in druk. De aldus verkregen lucht van hogere druk en temperatuur dan de omgeving, wordt in een verbrandingskamer verhit door de branders die zich in de luchtstroom bevinden. De druk stijgt daardoor niet, maar de temperatuur en het volume van de lucht nemen sterk toe. De hete lucht met verbrandingsgassen expandeert vervolgens in de straalbuis, waarbij de druk en de temperatuur afnemen en de snelheid sterk toeneemt. Ten slotte verlaat de hete lucht de ramjet met een snelheid die veel hoger is dan de vliegsnelheid. Er is dus een massa lucht versneld en volgens de Tweede wet van Newton {\displaystyle F=m\times a} levert dat een kracht naar voren, die het vliegtuig voortstuwt.